# Un homme de rêve
Pour plus de détails, voir Fiche technique et Distribution.
Un homme de rêve (Every Woman's Dream) est un téléfilm américain réalisé par Steven Schachter, diffusé en 1996. Le film sort aussi sur DVD avec pour titre : Le rêve de toute femme en 2015.

## Synopsis
Un membre de la CIA fait connaissance de la jeune femme et ses 2 mômes.

## Fiche technique
- Titre original : Every Woman's Dream
- Titre québécois : Un jeu dangereux
- Réalisation : Steven Schachter
- Scénario : Martin Davidson et Karen Kingsbury
- Photographie : William Wages et Murray Milne
- Musique : Peter Manning Robinson
- Pays : États-Unis
- Durée : 87 minutes

## Distribution
- Jeff Fahey (VF : Emmanuel Jacomy) : Mitch Parker
- Kim Cattrall : Liz Wells
- Walter Addison : le père de Liz
- DeLane Matthews : Candy
- Judie Douglass : Merritt Foster
- Judith McConnell : la mère de Liz
- John Sumner : Sénateur Bob Belding
- Grant Tilly : Phil Dobrowski
- Vicky Haughton : Marta
- John Parker : Tom Foster